# Азулевич (герб)
Азулевич (пол. Azulewicz) — шляхетський герб татарського походження.

## Історія
Надано 1768 року Олександрові Азулевичу, із литовських татар, разом із правом перетворення орендованих маєтків на спадкові. На підставі цього Олександр Азулевич володів маєтком Лемуцяни-Курманчики (інша назва - Понари).
Герб Азулевич внесений до Частини I Гербовника дворянських родів Царства Польського (С. 42).

## Опис
У червоному полі срібна стріла в стовп вістрям догори, у клейноді рука у срібному обладунку з такою ж шаблею або мечем, занесена для удару вправо.

## Роди
Оскільки герб є власним, то ним користувалась лише одна родина – Азулевичі.